# Рабус, Леонгард
Георг Леонгард Рабус (10 мая 1835, Нюрнберг — 1916, Эрланген) — германский философ
 и педагог.
Георг Леонгард Рабус родился в семье торгового агента. Изучал богословие, философию и филологию в Лейпцигском и Эрлангенском университетах, в 1858 году получил степень доктора философии. Затем два года был школьным учителем в Санкт-Гоарсхаузене в Рейнланде, а затем габилитировался в Гейдельбергском университете. С 1861 года преподавал в Королевском баварском лицее — сначала как приват-доцент, с 1867 года в звании профессора философии. В 1880 году перешёл профессором в Эрлангенский университет, в котором работал до отставки. Одновременно был профессором в гимназии Эрлангена.
Написал множество философских работ. Его главный труд «Lehrbuch zur Einleitung in die Philosophie. I. Grundriss der Geschichte der Philosophie. II. Logik und System der Wissenschaft» (Эрланген и Лейпциг, 1895) представляет собой энциклопедический обзор всей системы наук и содержит в себе изложение истории развития логики до времени жизни автора, с богатыми указаниями литературы.